# Wedge Tomb von Scrahallia

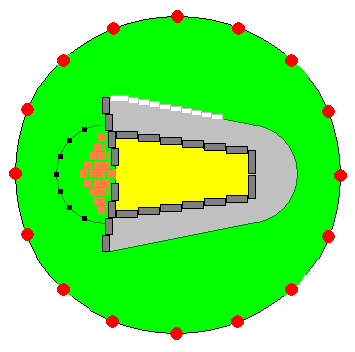
Idealtypisches Wedge Tomb Island (Co. Cork)

Das relativ gut erhaltene Wedge Tomb von Scrahallia (lokal bekannt als Altóir oder Altóir Ula, irisch für „Grabaltar“) liegt im Townland Scrahallia (irisch Sraith Sháile) am Südwesthang des Cashel Hill im Südwesten von Connemara im County Galway in Irland. Wedge Tombs (deutsch „Keilgräber“), früher auch „wedge-shaped gallery grave“ genannt, sind ganglose, mehrheitlich ungegliederte Megalithbauten der späten Jungsteinzeit und der frühen Bronzezeit.
Die West-Ost orientierte Kammer ist 3,1 m lang und am breiteren Westende 1,2 m breit. Eine seitliche Platte (vermutlich ein ehemaliger Deckstein) befindet sich aufrecht seitlich der Kammer. Ein 1,7 m langer Deckstein liegt auf. Das eng gesetzte Außenmauerwerk verjüngt sich bis zu einem Punkt etwa 1,5 m hinter dem Endstein. Spuren des abgetragenen Hügels sind rund um die Kammer erkennbar.